# Abel Decaux
 (avril 2024).
Pour les articles homonymes, voir Decaux.
Abel Marie Decaux, né à Auffay en Seine-Inférieure le 11 février 1869 et mort à Paris le 19 mars 1943, est un organiste et compositeur français.

## Biographie
Abel Decaux est né à Auffay (à l'époque en Seine-Inférieure) le 11 février 1869. Il est le second fils de Louis Émile Decaux (1831 - 1926), instituteur alors en poste à Auffay, et directeur de l'école communale, et d'Aimée Désirée Picard. Très jeune il manifeste des tendances artistiques, et notamment en musique pour laquelle son frère aîné Alexis lui enseignera les rudiments. Celui-ci est en effet musicien, auteur d'ouvrages musicaux (Le tour du clavier, gammes et arpèges dans tous les tons Majeurs et mineurs accompagnés de conseils et d'observations - Paris 1885 éditions E. Mathieu), et prendra en charge l'harmonie municipale d'Aumale (Seine Maritime) qu'il réorganise en 1886 et pour laquelle il a composé quelques morceaux (dont Les Rives de la Bresle, suite de valses).
Abel Decaux  fait des études à Rouen et poursuit l'étude de la musique et de l'orgue à la Maîtrise Saint-Evode de la cathédrale de Rouen. Il complète ses études musicales par correspondance, et notamment l'harmonie auprès d'un professeur parisien, Garnier-Marchand (dont on retrouve la trace dans l'Annuaire Général de la Musique de 1888 d'Henry-Abel Simon ) et pour lequel il écrivit sa première œuvre : Variations Brillantes pour piano sur Ah ! vous dirai-je Maman, dédiées à mon cher Maître Mr Garnier-Marchand.
Puis il quitte sa Normandie natale pour laquelle il éprouvait une profonde affection pour  entrer au Conservatoire de Paris où, de 1890 à 1895 il travaille le piano avec de Bériot, l'harmonie avec Dubois et Lavignac, le contrepoint et la fugue avec Lenepveu, la composition avec Massenet et l'orgue avec Widor. Il perfectionne son instrument auprès de Guilmant avec lequel il se lia d'amitié. Celui-ci le fait entrer en 1897 comme professeur d'orgue à la Schola Cantorum, école qu'il a fondée en 1895 avec Charles Bordes et Vincent d'Indy. Abel Decaux y retrouve son ami Déodat de Séverac qui vient le remplacer parfois alors qu'il est titulaire à l'église de Bourg-la-Reine (voir correspondance de Déodat de Séverac, dans le livre La Musique et les Lettres, correspondance rassemblée et annotée par Pierre Guillot, éditions Mardaga, en particulier la lettre no 82 datée de décembre 1898 dans laquelle Séverac écrit : « Hier je suis allé tenir l'orgue à Bourg-la-Reine pour remplacer l'ami Decaux ; je le remplacerai encore vendredi et dimanche »). Decaux enseignera l'orgue à la schola jusqu'à son départ pour les États-Unis en 1923.
Le 23 juin 1902, il épouse à Paris Jeanne Lescarcelle (1880 - 1961).
De cette union, naitra le 23 novembre 1904 leur fille unique : Marguerite. Celle-ci épousera le 15 juillet 1930 Pierre Pavie (1905 - 1972), élève d'Abel Decaux, maître de chapelle et organiste à l'église Saint-Pierre-Saint-Paul de Colombes (Hauts-de-Seine).
En 1903, il est nommé, par concours, titulaire à la tribune de la basilique du Sacré-Cœur de Montmartre, à l'unanimité et avec les félicitations du jury composé de Guilmant, Widor et Vierne. Il est de ce fait le premier titulaire du grand Cavaillé-Coll qui sera installé à la tribune de la Basilique de 1914 à 1919, et inauguré le 16 octobre 1919 par Decaux, Widor et Dupré.
En 1923, il part aux États-Unis où il prend la succession de Joseph Bonnet pour enseigner et représenter l'école d'orgue française à l'Eastman School of Music de Rochester. En 1926, il renouvelle son contrat aux États-Unis et démissionne de son poste à Montmartre. C'est Ludovic Panel, son suppléant depuis 1923, qui lui succédera cette année-là et qui sera titulaire jusqu'en 1946.
Le 3 février 1934, Il est fait Chevalier de la Légion d'honneur par André Laboulaye, ambassadeur de France aux États-Unis.
Rentré en France en 1935, il succède à Louis Vierne à la classe supérieure d'orgue de l'École César-Franck (école fondée par Guy de Lioncourt après la fermeture de la Schola) et enseigne également à l'Institut grégorien de Paris. Il est titulaire à  l'église Saint-Joseph-des-Carmes à Paris de 1936 jusqu'à sa mort en 1943.

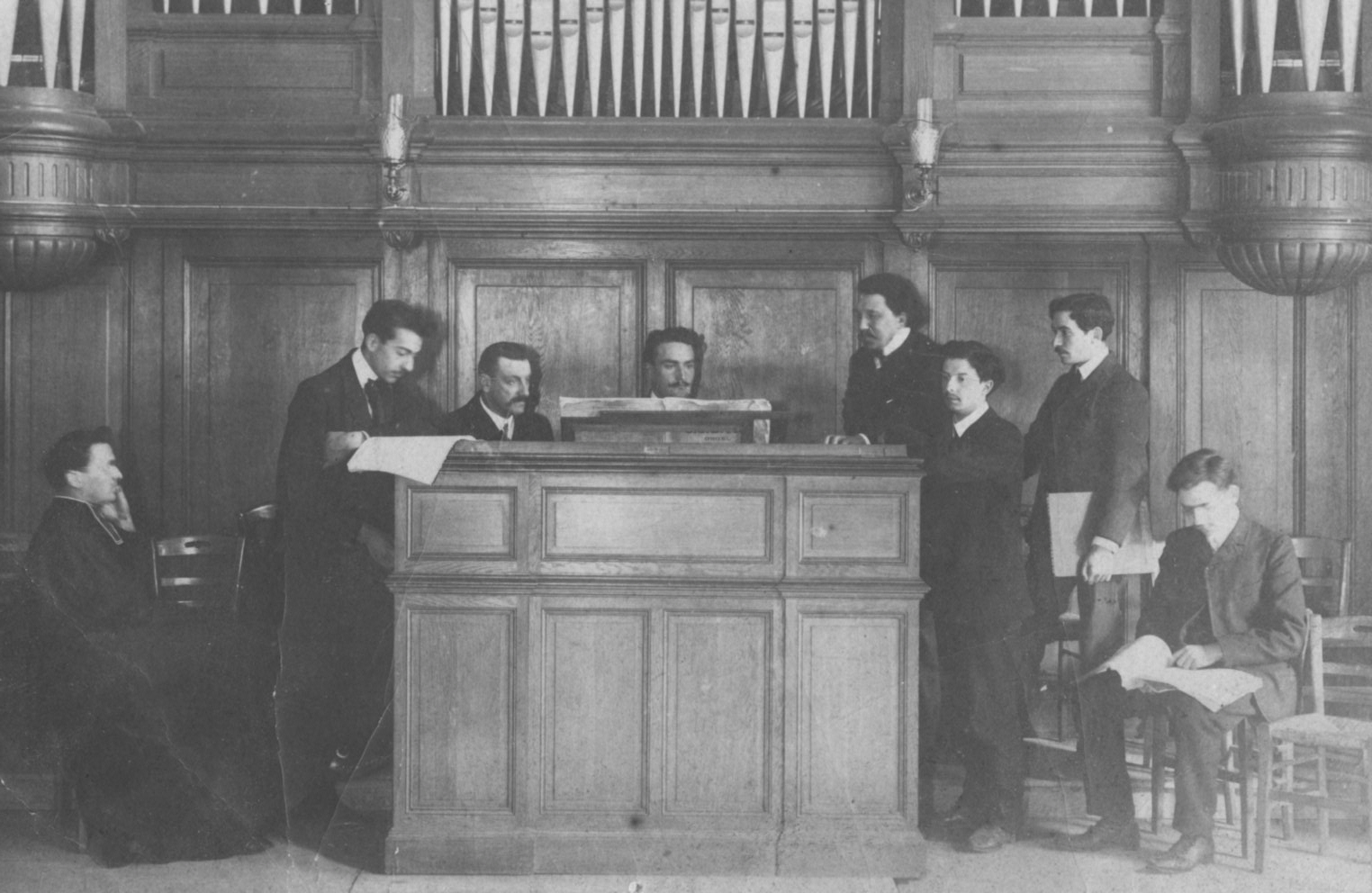
Un cours à la Schola Cantorum vers 1900.
Decaux est le troisième en partant de la gauche.

Pris par son enseignement, il compose peu. Une suite de Clairs de Lune pour piano qu'il écrit entre 1900 et 1907 lui valurent néanmoins les suffrages de la « Société Nationale » et des différents salons annuels où ils furent exécutés. Ses contemporains l'avaient surnommé le « Schönberg français », ses Clairs de lune pour piano annoncent en effet le langage atonal de l'auteur du Pierrot lunaire. Norman Demuth (en) rappelle que « l'expérience sérielle est née sur le sol français. Ni Hauer, ni Schönberg ne connurent les Clairs de Lune d'Abel Decaux composés dès 1900. C'est lui pourtant le véritable ancêtre des jeunes sériels français qui l'ignorent, mais ont réinventé, à partir de Debussy, son impressionnisme sériel » (Norman Demuth in French piano music, London, Museum Press Limited, 1959).
Il est inhumé en Normandie, (à Aumale, où une rue porte son nom), la région où il est né et où il a grandi et qu'il affectionnait tant (« ... toutes ces plaines du Pays de Caux d'où, peut-être, par mon père et ma mère, je tiens l'amour des étendues qui m'est resté ? » - A.M. Decaux, journal, septembre 1923).

## Œuvres
- Clairs de lune, pour piano : Minuit passe (1900), La Ruelle (1902), Le Cimetière (1907), La Mer (1903), éditions Philippo
- Variations Brillantes sur Ah! vous dirai-je, Maman, pour piano
- La Lune Blanche, mélodie pour piano et chant, sur un poème de Paul Verlaine (1899), éditions Maurice Sénart
- Fuguette sur l'Ave Maris Stella pour orgue, éditions Maurice Sénart

## Transcriptions
- Prélude, fugue et variations de César Franck pour piano à quatre mains, éditions Durand
- Barcarolle de Saint-Saëns pour violon et piano, éditions Durand
- Marche de Lohengrin de Wagner, pour piano et harmonium, éditions Durand
- Iberia (Evocation, El Puerto, Fête-Dieu à Séville) d'Albeniz pour piano à quatre mains, éditions Breitkopf

## Élèves
- Marguerite Béclard d'Harcourt (1884-1964).
- René Bürg (1898-1971), de 1920 à 1923.
- Henri Gagnebin (1886-1977), en 1908.
- Jesús Guridi (1886-1961), en 1904.
- Jeanne Joulain (1920-2010).
- Omer Létourneau (1891-1983), avant 1920.
- Auguste Le Guennant (1881-1972).
- Marc de Ranse (1881-1951), par intermittence de 1897 à 1907.
- Félix Raugel (1881-1975).
- Noëlie Pierront (1899-1988).
- Adrien Rougier (1892-1984).
- Édouard Souberbielle (1899-1986), en 1920.

### Discographie
- Abel Decaux : Clairs de Lune ; Louis Aubert : Sillages... ; Paul Dukas, Albert Roussel, Gian Francesco Malipiero, Eugène Goossens, Béla Bartók, Florent Schmitt : Le Tombeau de Claude Debussy ; Florent Schmitt : Tombeau de Paul Dukas.

Piano : Marie-Catherine Girod. Label 3D réf 8005, distribution Harmonie
- "Reflections" Decaux : Clairs de Lune ; Ravel : Miroirs ; Schönberg : 3 Klavierstücke op. 11.

Piano : Frederic Chiu. Label Harmonia Mundi HMU 907 166
- Abel Decaux : Clairs de Lune ; Paul Dukas : Sonate pour piano en mi bémol mineur.

Piano : Marc-André Hamelin. Label Hypérion CDA67513 (Récompenses : 5 de Diapason, 4 étoiles du Monde de la Musique, ffff de Télérama, 10 de Classica-Répertoire)
- " Nocturnes "  Decaux : Clairs de Lune , Debussy, Satie, Gabriel Fauré, Ravel, piano : Natacha Kudritskaya. Label Deutsche Grammophon